# ITER
ITER er et akronym for "International Thermonuclear Experimental Reactor" og betyder endvidere "rejse" på latin. ITER er et eksperimentelt bindeled mellem nutidens studier af plasmafysik og fremtidens elektricitetsproducerende fusionskraftværker.
I konkret forstand er ITER en forsøgsfusionsreaktor, som skal opføres i Frankrig med det primære formål at vise at fusionskraft er videnskabeligt og teknologisk realisabel. Reaktoren konstrueres efter tokamak-konceptet og skal kunne generere 500 megawatt.
Den primære udfordring ved fusionskraft er at fusionsprocesserne kun kan foregå ved en temperatur af størrelsesorden 100 millioner Kelvin, eller højere. Det betyder bl.a., at der skal tilføres store mængder energi til processen, før man kan håbe på at få noget ud.
Det forventes at tage 10 år og at koste ca. 5 milliarder euro at bygge ITER, som herefter skal drives i 20 år. Projektet bygger på erfaringer med fusionskraft fra tidligere eksperimenter, fortrinsvis den i England opførte fælleseuropæiske JET-reaktor, og forventedes at være færdigbygget i 2025, men er nu udskudt til 2033. ITER bliver større end nogen af sine forgængere, og når ITER står færdig forventes den at være i stand til at generere et energioverskud, som dog ikke skal gøres til genstand for kommerciel udnyttelse.
Den danske pensionerede forsker Vagn O. Jensen skrev i 2002 en bog til forklaring af fusionsenergi beregnet på gymnasieundervisning.
EU's fællesforetagende er en juridisk person og hedder »Det Europæiske Fællesforetagende for ITER og Fusionsenergiudvikling (Fusion for Energy)«. Fællesforetagendets formål er bl.a. at levere Euratoms bidrag til Den Internationale Fusionsenergiorganisation for ITER (ITER-organisationen). Fællesforetagendet har hjemsted i Barcelona i Spanien. Fællesforetagendets samlede ressourcebehov 2007-2041 anslås til 9653 mio. euro. ITER-organisationen har hovedkvarter i Saint-Paul-lès-Durance.